# 劉炫
劉 炫（りゅう げん、生没年不詳）は、北斉から隋にかけて活躍した学者。字は光伯。河間郡景城県の人。

## 生涯
幼いころから聡明と称され、信都の劉焯らとともに、熊安生のもとで学んだ。北斉末に、南朝梁の費甝による『尚書』義疏を入手し、これが北朝において『尚書』孔安国伝が受容される契機となった。北周の武帝が北斉を併合すると、瀛州刺史の宇文亢に引き立てられて戸曹従事となった。隋に入ると、著作郎の王劭（王松年の子）とともに国史の編纂に携わった。また天文律暦に通じていた。
開皇3年（583年）、牛弘の建議によって募書が行われた際、劉炫は百余巻の書を偽造し、「連山易」「魯史記」などと称して奏上し、報酬を受け取った。後に訴えられ、官を除名された。
開皇20年（600年）、国子四門と州県学を廃止し、太学博士二人・学生七十二人を置くとする政策が施行された。劉炫は学校を廃止すべきでないと上奏したが、高祖は聞き入れなかった。
戦乱のさなか、凍傷によって68歳でその生涯を終えた。

## 著作
『隋書』劉炫伝には、著作として『論語述議』十巻・『春秋攻昧』十巻・『五経正名』十二巻・『孝経述議』五巻・『春秋述議』四十巻・『尚書述議』二十巻・『毛詩述議』四十巻・『注詩序』一巻・『算術』一巻が記録されており、いずれも世に広まっていたとされている。
いずれも中国では散佚し、一部は清の馬国翰『玉函山房輯佚書』に輯本がある。
但し、『孝経述議』のみは日本で一部が保存されており、林秀一によって復元が試みられた。これは部分的ではあるが、現存する数少ない義疏の一つである。

## 伝記資料
- 『隋書』儒林伝・劉炫
- 『北史』儒林伝・劉炫

## 研究
- 林秀一『孝経述議復原に關する研究』（文求堂書店，1953）
- 長谷部英一「隋代の暦論」（『中国哲学研究』６, p1-21, 1993）
- 喬秀岩『義疏學衰亡史論』（萬巻樓，2013）
- 林秀一（譯：喬秀岩・葉純芳・顧遷）『孝經述議復原研究』（崇文書局，2016）